# Matheu Hinzen

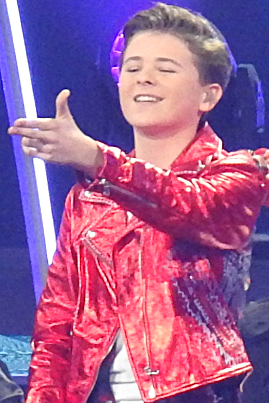
Matheu Hinzen beim Junior Eurovision Song Contest 2019

Matheu Hinzen (* 12. Mai 2006 in Antwerpen, Belgien) ist ein niederländischer Schauspieler, Sänger und Moderator.

## Leben
Matheu Hinzen stammt aus Weert. Er wuchs in einer Familie von Jahrmarktsbetreibern auf, die im Sommer durch die Niederlande und Belgien reisten.
Schon in jungen Jahren war er in verschiedenen Theaterstücken wie dem Musical Ciske de Rat und Filmen wie Onze Jongens, Der Fall Mäuserich oder Familie Smart zu sehen. Außerdem war er bereits als Synchronsprecher für die niederländischsprachigen Versionen von Die Peanuts – Der Film, Überflieger – Kleine Vögel, großes Geklapper und anderen Filmen tätig.
2019 nahm Hinzen am Junior Songfestival, dem niederländischen Vorentscheid für den Junior Eurovision Song Contest, teil, das er mit dem Lied Dans met jou gewann. Er vertrat daher die Niederlande beim Junior Eurovision Song Contest 2019 im polnischen Gliwice. Dort belegte er mit 186 Punkten den vierten Platz. Neben Covers anderer Songs veröffentlichte Hinzen immer wieder Singles, darunter Ben jij het, Samen und Ok. Er war auch Sänger der Titelsongs der Filme De piraten van hiernaast und De piraten van hiernaast: De ninja's van de overkant.
Seit 2022 ist Hinzen auch als Moderator in Sendungen wie dem bereits erwähnten Junior Songfestival oder Kids Top 20 zu sehen.

## Filmographie (Auswahl)

### Film
- 2015: Bloed, zweet & tranen als junger André Hazes
- 2015: Die Peanuts – Der Film als niederländische Stimme von Linus van Pelt
- 2016: Onze jongens als Gijs
- 2016: Der Fall Mäuserich (Uilenbal) als Jason
- 2017: Familie Smart (De familie Slim) als Max
- 2017: Überflieger – Kleine Vögel, großes Geklapper (Rikkie de Ooievaar) als niederländische Stimme von Richard/Rikkie
- 2018: Die Unglaublichen 2 (Incredibles 2) als niederländische Stimme von Dash Parr
- 2019: A Toy Story: Alles hört auf kein Kommando (Toy Story 4) als niederländische Stimme des jungen Andy
- 2020: Men at Work: Miami (Onze Jongens in Miami) als Gijs
- 2020: Wickie und die starken Männer - Das magische Schwert (Wickie de Viking: Het Magische Zwaard) als niederländische Stimme von Wickie
- 2021: De nog grotere slijmfilm als Benji
- 2023: De oneindige slijmfilm als Benji
- 2024: Der wilde Roboter (The Wild Robot) als niederländische Stimme von Brightbill

### Fernsehen
- 2017: Welokom Sinterklaas
- seit 2020: De zomer van Zoë
- seit 2022: Junior Songfestival (Moderation)
- 2023: Brugklas als Sydney, Folgen 2, 3, 4, 5, 7 und 8
- 2024: Zapp detetive
- seit 2024: Kids Top 20 (Moderation)
- 2024: De Alleskunner VIPS Kerstspecial (Teilnehmer)
- 2025: Stars on Stage (Gastperformer)

### Talentshows
- 2016: Superkids
- 2019: Junior Songfestival 2019
- 2019: Junior Eurovision Song Contest 2019

## Musical
- 2016–2017: Ciske de Rat als Ciske (nur auf den Tournee-Vorstellungen), Musicaladaption von Ciske – ein Kind braucht Liebe